# Portugiesische Badmintonmeisterschaft 1968
Die Portugiesische Badmintonmeisterschaft 1968 fand Mitte April 1968 in Lissabon statt. Es war die 11. Austragung der nationalen Titelkämpfe in Portugal.

## Austragungsort
- Escola Nuno Gonçalves

## Finalergebnisse
| Disziplin    | Sieger                      | Finalist                    | Ergebnis |
| ------------ | --------------------------- | --------------------------- | -------- |
| Herreneinzel | José Bento                  | Francisco Lemos             | 2-1      |
| Dameneinzel  | Peggy Brixhe                | Isabel Rocha                | 2-1      |
| Herrendoppel | José Bento Marques da Costa | José Azevedo Rui Damásio    | 2-1      |
| Damendoppel  | Peggy Brixhe Isabel Salema  | Helena Dias Isabel Rocha    | 2-0      |
| Mixed        | José Azevedo Isabel Rocha   | Fernando Pinto Peggy Brixhe | 2-1      |